# Chien courant du Småland
Le chien courant du Småland ou Smålandsstövare est une race de chiens originaire de Suède. C'est un chien courant de taille moyenne, d'aspect robuste, à la robe noire et feu. Il s'agit d'un chien de chasse employé comme chien courant pour la chasse au renard et la chasse au lièvre.

## Historique
De nombreuses variétés de chiens courants existent dans le comté de Småland au XIXe siècle. Certains de ces chiens auraient été ramenés d'Allemagne, de Pologne et de la Baltique par des soldats rentrant au Småland après les guerres du XVIIe siècle. Ces chiens de chasse sont croisés avec des chiens de ferme de type spitz et avec des chiens de chasse britanniques. La morphologie de ces chiens du Småland variaient énormément : queue naturellement courte ou longue, couleur noir et feu ou rouge, ou jaune.
Au début du XXe siècle, des efforts sont entrepris pour reconstruire la race, notamment la variété à queue courte. Le premier standard est rédigé en 1921 et est assez souple : il admet la queue longue ou courte et permet les couleurs autres que le noir et feu. La sélection de la race est marquée par l'apport important et réguliers de sang neuf, provenant parfois d'autres races. Le dernier apport provient de chiens originaires du Småland sans pedigree utilisés dans les années 1950.

## Standard

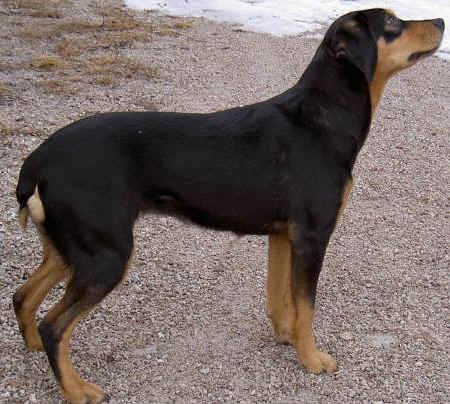
Chien courant du Småland avec une queue courte.

Le chien courant du Smaland est un chien de taille moyenne, robuste et d'aspect élégant. Le corps est inscriptible dans un carré. Il existe deux longueurs de queue : la queue longue, qui atteint à peine le jarret, et la queue courte, en moignon. Les yeux sont brun foncé. Attachées assez haut, les oreilles pendantes ont l'extrémité arrondie. Elles sont légèrement redressées quand le chien est attentif. Tirées vers l’avant, les oreilles n'atteignent pas le milieu du museau.
De longueur moyenne, le poil est rude et bien couché sur le corps, avec un sous-poil court, dense et doux. Il est plus grossier sur le dos et l’encolure. Le poil est court et lisse sur la tête, les oreilles et sur les faces antérieures des membres. Il est plus long sous la queue et à l’arrière des cuisses. La couleur de la robe est le noir et feu. L'intensité du feu peut varier de l’ambre à l'acajou. De petites marques blanches sur le poitrail et sur les doigts sont admises.

## Caractère
Le standard FCI décrit le chien courant de Hamilton comme  calme, gentil, fidèle et attentif.

## Utilité
Le chien courant du Småland
est un chien courant utilisé pour la chasse au lièvre et la chasse au renard, mais n'est pas adapté à la chasse au cerf. Ce n'est pas un chien de meute.